# Cubieboard

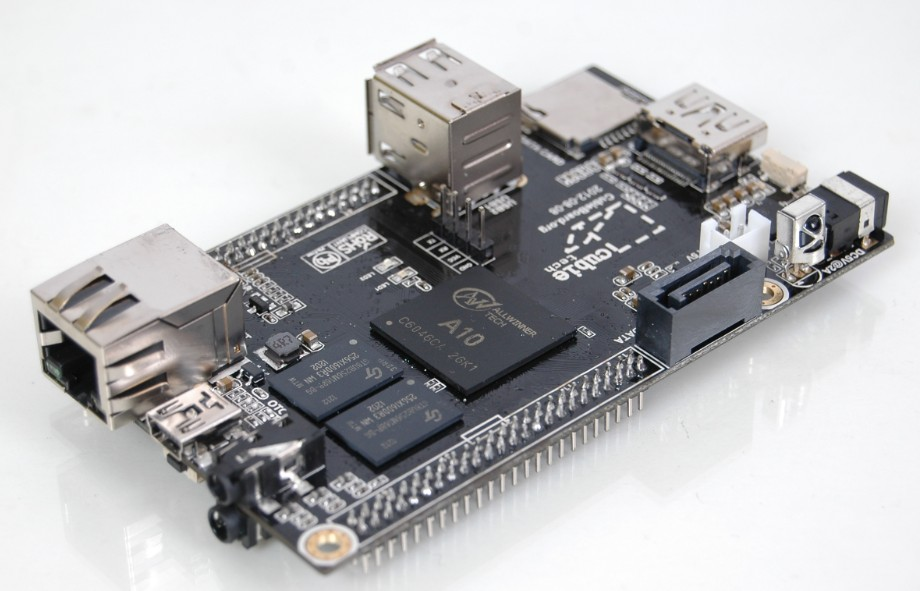
Cubieboard

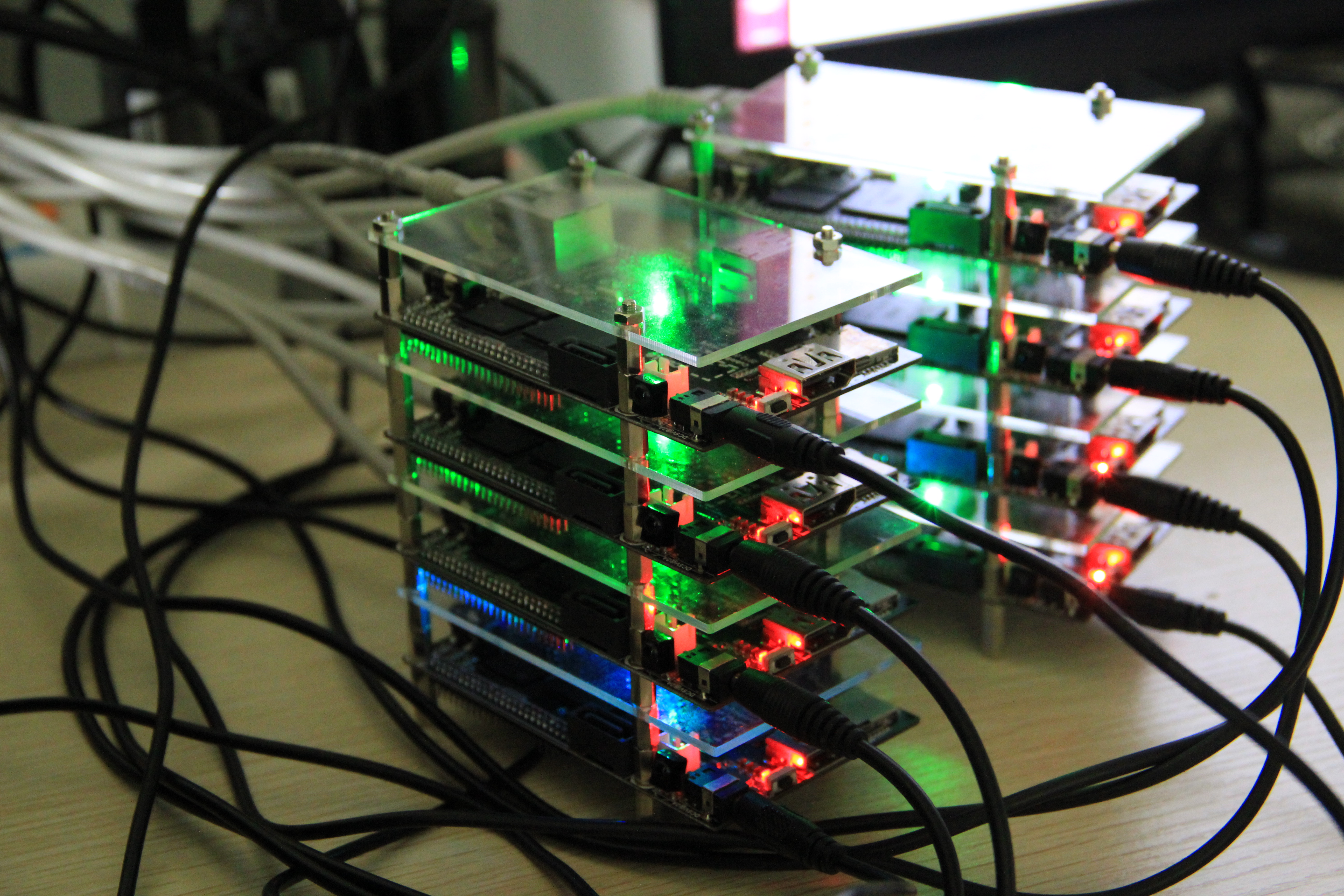
Ein Rechencluster aus acht Cubieboards, gesteuert mit der Software Apache Hadoop.

Das Cubieboard ist ein Einplatinencomputer, der als Open-Source-Projekt im September 2012 vorgestellt wurde und ab Oktober 2012 verkauft wurde. Eine Besonderheit des Systems ist sein (in dieser Leistungsklasse ungewöhnlicher) SATA-Anschluss, der bei der neuesten Version Cubieboard4 durch USB 3.0 ersetzt wurde. Als Betriebssystem ist Android im Flash-Speicher vorinstalliert, alternativ können verschiedene angepasste Linux-Distributionen oder OpenBSD verwendet werden.
Das Konzept ist im Hinblick auf die verwendeten ARM-Prozessoren, die Speicher- und Schnittstellenausstattung leistungsfähiger als der verbreitete, vergleichbare Raspberry Pi, jedoch sind die Cubieboards auch um einiges teurer. Die Rechner haben eine deutlich geringere Verbreitung, auch die Software-Verfügbarkeit ist insgesamt etwas geringer. Es gibt vier Versionen, Cubieboard, Cubieboard2, Cubieboard3 (auch Cubietruck genannt) und Cubieboard4, die mit aufsteigender Zahl leistungsfähiger bzw. besser ausgestattet sind. Das Cubieboard3 wurde im Vergleich zu den Vorgänger-Modellen um Gigabit-Ethernet, WLAN, Bluetooth, einen optischen TOSLINK-Audioausgang, einen VGA-Anschluss und eine Echtzeituhr erweitert.
Die verwendeten Ein-Chip-Systeme der Cubieboards 1 bis 3 sind vom Hersteller Allwinner Technology und vereinen jeweils einen Mikroprozessor (beim Allwinner A20 mit zwei Prozessorkernen) mit ARM-Architektur sowie zwei Grafik-Einheiten (GPU und VPU). Diese sind so leistungsfähig, dass Videosignale nach dem neuen Ultra-HD-Standard (2160p, auch als 4K bezeichnet) dekodiert werden können, was der vierfachen Auflösung des gegenwärtig aktuellen Full HD (1080p) entspricht. Das im März 2015 erschienene Cubieboard4 erhielt einen nochmals deutlich stärkeren Prozessor Allwinner A80 Octa Core mit acht Prozessorkernen, von denen vier Kerne mit bis zu 1,3 GHz und vier Kerne mit bis zu 2 GHz getaktet werden.
Die A20 basierenden Cubieboards bieten auf den GPIO-Pins auch einen Zugang zum CAN-Bus.

## Spezifikationen
Die folgende Tabelle listet die Spezifikationen der Cubieboards auf:
|                           | Cubieboard | Cubieboard2 | Cubietruck (Cubieboard3)                                                                                        | Cubieboard4                                                                                       | Cubietruck Plus (Cubieboard 5)                                      | Cubieboard6                                                   | Cubieboard7                                                   |
| ------------------------- | --- | --- | --- | ------------------------------------------------------------------------------------------------- | ------------------------------------------------------------------- | ------------------------------------------------------------- | ------------------------------------------------------------- |
| Bild                      | | | |                                                                                                   |                                                                     |                                                               |                                                               |
| Größe                     | 10 cm × 6 cm | 10 cm × 6 cm | 11 cm × 8 cm | 14,6 cm × 14,2 cm                                                                                 | 14,2 cm × 8,7 cm                                                    |                                                               |                                                               |
| CPU                       | Allwinner A10 SoC (ARM-Cortex A8-Kern mit 1 GHz Taktfrequenz)                                                            | Allwinner A20 SoC (2 ARM-Cortex A7-Prozessorkerne mit 1 GHz Taktfrequenz)                                                | Allwinner A20 SoC (2 ARM-Cortex A7-Prozessorkerne mit 1 GHz Taktfrequenz)                                       | Allwinner A80 Octa Core, (Cortex A7 x4 Kerne bis zu 1,3 GHz und Cortex A15 x4 Kerne bis zu 2 GHz) | AllWinner SoC H8 (Cortex-A7 x8 Kerne)                               | Actions SoC S500 (Cortex-A9, x4, 1,2 GHz)                     | Actions SoC S700 (Cortex-A53, 64 Bit)                         |
| Grafik                    | Mali-400MP-GPU und CedarX-VPU; kann 2160p-Video dekodieren (Ultra HD)                                                    | Mali-400MP-GPU und CedarX-VPU; kann 2160p-Video dekodieren (Ultra HD)                                                    | Mali-400MP-GPU und CedarX-VPU; kann 2160p-Video dekodieren (Ultra HD)                                           | PowerVR G6230                                                                                     | PowerVR SGX544MP1                                                   | PowerVR SGX544                                                |                                                               |
| Arbeitsspeicher           | 512 MB (Test) oder 1 GB (Produktion) DDR3                                                                                | 512 MB (Test) oder 1 GB (Produktion) DDR3                                                                                | 2 GB DDR3 SDRAM mit 480 MHz                                                                                     | 2 GB DDR3 SDRAM mit 480 MHz                                                                       | 2 GB DDR3 SDRAM mit 480 MHz                                         | 2 GB LRDDR3 SDRAM                                             |                                                               |
| Anschlüsse                | 2× USB Host, 1× USB On-the-go, 1× CIR, 1× SATA-Anschluss                                                                 | 2× USB Host, 1× USB On-the-go, 1× CIR, 1× SATA-Anschluss                                                                 | 2× USB Host, 1× USB On-the-go, 1× CIR, 1× SATA 2.0 Anschluss                                                    | 4× USB 2.0 Host, 1× USB 3.0 OTG, VGA                                                              | 2× USB Host, 1× USB OTG, 1× CIR, 1× SATA 2.0 (per USB-Umsetzerchip) | 2× USB Host, 1× USB OTG, 1× CIR, 1× SATA 3                    | 2× USB Host, 1× USB OTG, 1× CIR, 1× SATA 3                    |
| Videoausgabe              | HDMI-1080p-Ausgabe | HDMI-1080p-Ausgabe | VGA, HDMI-1080p-Ausgabe                                                                                         | VGA, HDMI 1.4-1080p-Ausgabe                                                                       | HDMI-1080p-Ausgabe                                                  | HDMI-1080p-Ausgabe                                            | HDMI-1080p-Ausgabe                                            |
| Audioausgang              | S/PDIF, Kopfhörer- und HDMI-Audio-Ausgang                                                                                | S/PDIF, Kopfhörer- und HDMI-Audio-Ausgang                                                                                | S/PDIF, Kopfhörer- und HDMI-Audio-Ausgang                                                                       | S/PDIF, Kopfhörer- und HDMI-Audio-Ausgang                                                         | S/PDIF, Kopfhörer- und HDMI-Audio-Ausgang                           | S/PDIF, Kopfhörer- und HDMI-Audio-Ausgang                     | S/PDIF, Kopfhörer- und HDMI-Audio-Ausgang                     |
| Audioeingang              | Mikrophon und Line-In-Eingang                                                                                            | Mikrophon und Line-In-Eingang                                                                                            | Mikrophon und Line-In-Eingang                                                                                   | Mikrophon und Line-In-Eingang                                                                     | Mikrophon und Line-In-Eingang                                       | Mikrophon und Line-In-Eingang                                 | Mikrophon und Line-In-Eingang                                 |
| Nicht-flüchtiger Speicher | 4 GB NAND-Flash, 1× MicroSD-Steckplatz                                                                                   | 4 GB NAND-Flash, 1× MicroSD-Steckplatz                                                                                   | 8 GB NAND-Flash, 1× MicroSD Steckplatz                                                                          | 8 GB NAND-Flash, 1× MicroSD Steckplatz                                                            | 8 GB NAND-Flash, 2× MicroSD Steckplatz                              | 8 GB eMMC-Flash, 1× MicroSD Steckplatz                        |                                                               |
| Netzwerk                  | 10/100-Ethernet-Anschluss                                                                                                | 10/100-Ethernet-Anschluss                                                                                                | 10/100/1000 RTL8211E Ethernet PHY, WLAN und Bluetooth onboard via PCB-Antenne (Chip: Broadcom BCM4329/BCM40181) | 10/100/1000 Ethernet, WLAN n, Bluetooth 4.0                                                       | 10/100/1000 Ethernet, WLAN a/b/g/n (2,4/5 GHz), Bluetooth 4.0       | 10/100/1000 Ethernet, WLAN a/b/g/n (2,4/5 GHz), Bluetooth 4.0 | 10/100/1000 Ethernet, WLAN a/b/g/n (2,4/5 GHz), Bluetooth 4.0 |
| Debug- Schnittstellen     | 96 Anschlusspins einschließlich I²C, SPI, LVDS                                                                           | 96 Anschlusspins einschließlich I²C, SPI, LVDS                                                                           | 54 Anschlusspins einschließlich I²C und SPI, kein LVDS mehr                                                     | UARTO, JTAG, I²C                                                                                  | 70 Anschlusspins einschließlich I²C, SPI und UART                   |                                                               | 96 Anschlusspins einschließlich I²C, SPI und UART             |
| Stromaufnahme             | maximal 2A bei 5 V, wenn beide USB-Ports mit jeweils 500 mA versorgt sind und eine 2,5 Zoll Festplatte angeschlossen ist | maximal 2A bei 5 V, wenn beide USB-Ports mit jeweils 500 mA versorgt sind und eine 2,5 Zoll Festplatte angeschlossen ist | maximal 2,5 A bei 5 V                                                                                           | 5 V maximal 2,5A etwa 12,5 W und eine 3,7 V Li-ion Batterie                                       | 5 V maximal 2,5A etwa 12,5 W und eine 3,7 V Li-ion Batterie         | 5 V maximal 2,5A etwa 12,5 W und eine 3,7 V Li-ion Batterie   | 5 V maximal 2,5A etwa 12,5 W und eine 3,7 V Li-ion Batterie   |

### Leistung
Bereits die Leistung des ursprünglichen Cubieboards ist höher als die des Raspberry Pi (Modell B) und des Arduino Due. Der – verglichen mit der SD-Karte – schnellere interne Flash-Speicher und ein GByte Hauptspeicher führen zusammen mit der Cortex-A8-CPU mit 1 GHz Takt zu einer höheren Rechenleistung.

## Betriebssystem
Standardmäßig ist in dem internen NAND-Flashspeicher eine Version des Betriebssystems Android installiert. Alternativ kann man dort auch ein anderes Betriebssystem wie Lubuntu installieren, des Weiteren besteht die Möglichkeit des Einsetzens einer MicroSD-Karte mit einem entsprechenden Betriebssystem. Dabei kann man zwischen Android, Lubuntu und Cubian wählen, einem Debian-Derivat. Wegen der Portierung von OpenBSD auf die ARMv7 Mikroprozessor-Architektur kann es auf dem Cubieboard und dem Cubieboard 2 installiert werden. Das OpenBSD/armv7-Projekt besteht seit 2013.

## Weiterentwicklungen
Das Cubieboard wird vom Cubieboard-Projekt laufend weiterentwickelt; als Weiterentwicklung ist seit Juni 2013 das Cubieboard2 verfügbar, seit Oktober 2013 wird auch das Cubieboard3 (Cubietruck) vertrieben.

### Cubieboard2

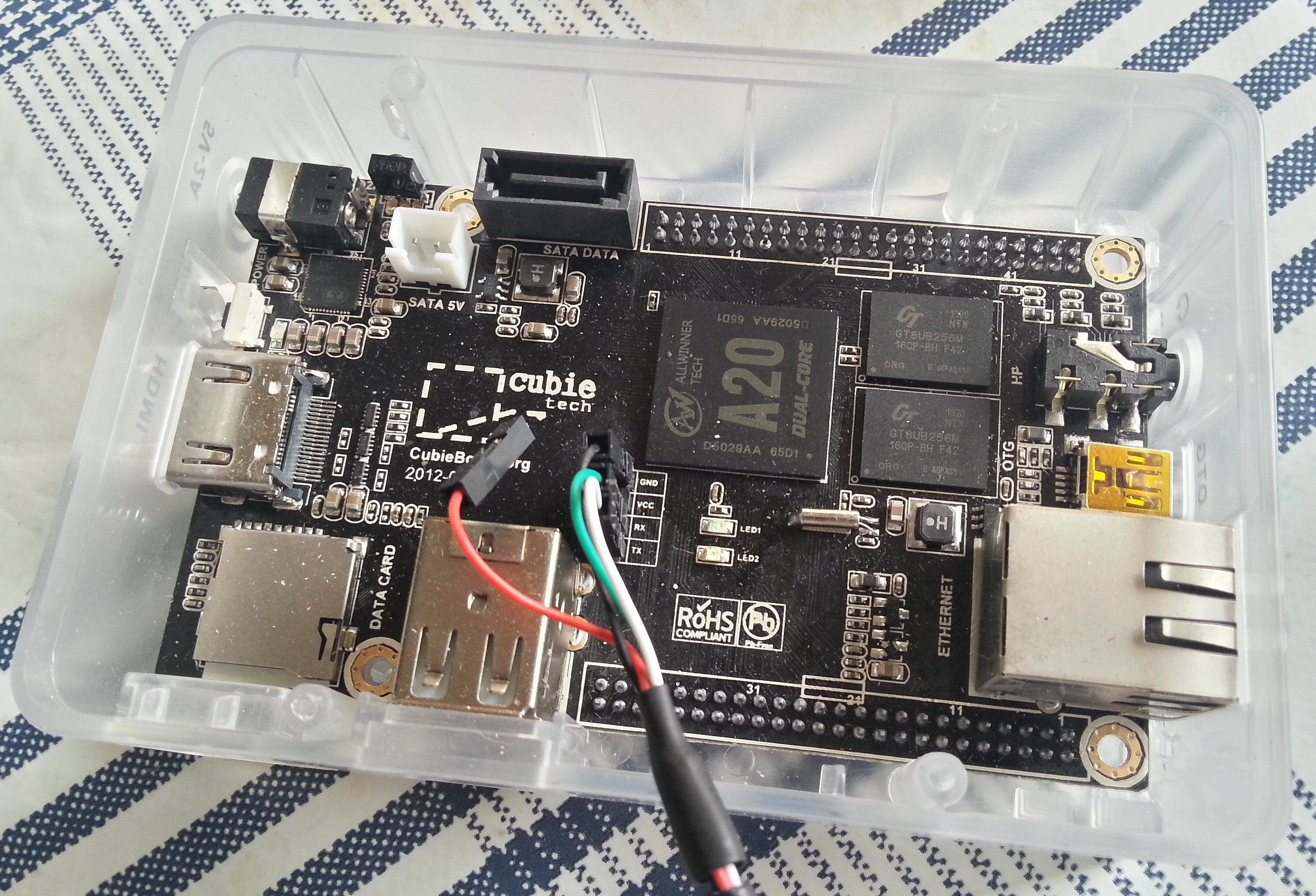
Cubieboard2

Seit Juni 2013 ist das Cubieboard2 verfügbar, das sich durch einen schnelleren Prozessor von der ersten Version unterscheidet. Der AllWinner A20 enthält zwei ARM-Cortex-A7-Kerne und den verbesserten Mali-400P2-Grafikprozessor, der OpenGL ES 2.0/1.1 beherrscht. Ansonsten ist das Board unverändert.

### Cubietruck / Cubieboard3
Das Cubietruck (auch Cubieboard3) ist eine verbesserte Variante des Cubieboard, die im September 2013 erprobt wurde und seit Ende Oktober 2013 verkauft wird. Als Zubehör wird ein Acryl-Gehäuse inkl. Schrauben, SATA-Kabel und USB-Kabel mitgeliefert.
Das Cubietruck basiert ebenfalls auf der Allwinner-A20-CPU (Dual-Core mit jeweils 1 GHz Taktfrequenz, Mali-400MP2 GPU), kommt aber mit bis zu 2 GB RAM, WLAN, Bluetooth, VGA-Anschluss, RTC, SPDIF über TOSLINK und einem Gigabit-Ethernet-Port. Es besitzt nur noch 54 Anschlusspins gegenüber den 96 der Vorgängermodelle, dabei entfiel LVDS.

### Cubieboard4
Das Cubieboard4 (ehemals angekündigt als Cubieboard8) ist eine verbesserte Version des Cubietruck, wurde im Mai 2014 angekündigt und erschien offiziell am 10. März 2015. Es basiert auf einem Allwinner A80 Octa-SoC (mit vier ARM Cortex-A15- und vier Cortex-A7-Prozessorkernen mit jeweils 2 GHz Taktfrequenz und einer PowerVR G6230-Grafikeinheit). Auch hat es nun neben USB-2.0-Anschlüssen auch einen USB-3.0-Anschluss (USB On-the-go). Der SATA-Anschluss ist jedoch nicht mehr vorhanden.

### Cubietruck Plus / Cubieboard5
Das Cubieboard5 (auch als Cubietruck Plus bezeichnet) stellt eine Verbesserung des Cubietrucks dar. Sein Herzstück ist ein Allwinner H8 mit acht Cortex-A7-Kernen. Zur Grafikausgabe steht erstmals eine DisplayPort-Schnittstelle zur Verfügung. Der SATA-2.0-Ausgang ist aber über einen USB-2.0-Umsetzerchip angebunden, was ihn sehr langsam macht: 14,9 MB/s beim Schreiben, 30,6 MB/s beim Lesen von einer SSD.

## Ähnliche Geräte
- Arduino
- Banana Pi
- BeagleBoard
- DragonBoard 410c[17]
- Ethernut
- Intel Galileo
- ODROID
- Orange Pi
- PandaBoard
- Raspberry Pi
- Tinkerforge
- Wandboard[18]